# نيسي (فولكلور)

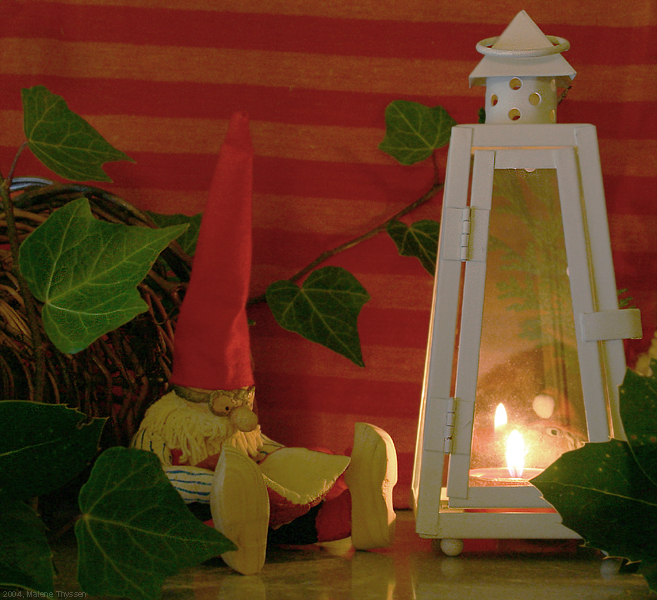
تومتي مصنوع من عجين مالح. زينة عيد الميلاد الاسكندنافية.

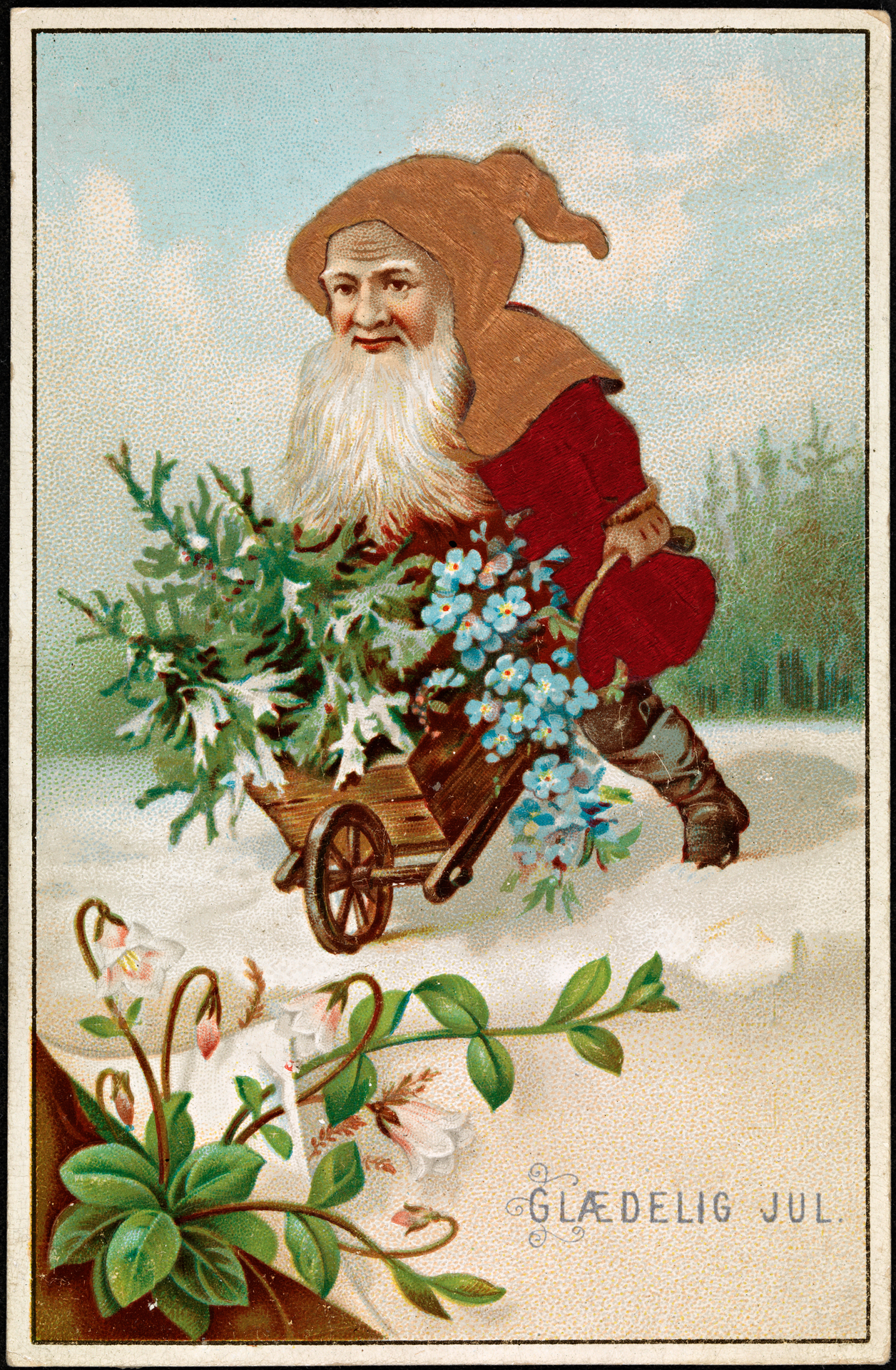
نيسي على بطاقة عيد الميلاد (1885)

نيسي (بالإنجليزية: Nisse)‏ هو روح منزلي في الفولكلور الإسكندنافي، مسؤول عن العناية والخصب في المزرعة. ويوصف نیسي بأنه رجل قصير (أقل من أربعة أقدام) يرتدي قبعة حمراء لها شرَّابة. وبينما نجد الإيمان بالأرواح الحارسة تقليدا قديما جدا في إسكندينافيا، تری الإيمان بنیسی يبرز متأخرا في القرنين الثامن عشر والتاسع عشر في الدانمارك والنرويج وجنوب السويد.
كثير من المزارع تزعم أن لها نیسيها الخاص بها، ويهتم نیسي في المزرعة بأعمال شاقة مثل تربية الخيول وحمل حزم القش وبقية المهمات التي تتطلبها المزرعة. وكان يؤدي تلك المهمات أفضل بكثير من نظرائه البشر. فإن لم يقدم المنزل ما يرضي نیسي (على شكل وعاء من الثريد والزبدة يترك له عشية عيد الميلاد) فإن الروح ينقلب على أسياده.
وفي قصة من القصص تطلب الأسرة من فتاة أن تقدم الوعاء، ولكنها تأكله. فيرد نیسي على ذلك بأن يكرهها على الرقص حتى كادت تموت. أحيانا التقدمة تؤدي إلى نتيجة عكسية: ففي قصة أخرى يقدم مزارع لنيسي زوجا من الأحذية البيضاء الجميلة، ولكن بعد ذلك يرفض نیسي أن يذهب في المطر إلى الإسطبل خوفا من أن يتسخ الحذاء الجديد. وتمتد جذور نیسي إلى ألمانيا، حيث كثرت هناك ليجندات القديس نیكولاس. ولذلك يمكن القول إن نیسي مرتبط بالمفهوم الحديث عن سانت کلوس Santa Claus.

## تومتي
تومتي (بالإنجليزية: Tomte)‏ يعيش تومتي عادة في مزارع السويد. إذا عومل باحترام يمكن أن يقدم مساعدة حقيقية. وهو متكبر وحساس جدًا. فإذا سخرت منه أو عاملته بأي طريقة أخرى لا احترام فيها، فسوف يعاقبك بالتأكيد. فمثلا قد يقع لك حادث عرضي أو قد تدر البقرات حليبا مرًا أو قد يكون المحصول هزيلا. وقد اعتاد الناس أن يقدموا له عصيدة مصنوعة من الأرز على صفيحة أو شريحة موضوعة خارج البيت.

## ببليوغرافيا
- Aasen، Ivar، المحرر (1873). Norsk ordbog med dansk forklaring (ط. 3). P. T. Mallings bogtrykkeri. مؤرشف من الأصل في 2020-09-29.

- Asbjørnsen، Peter Christen، المحرر (1896). Norske Folke- og Huldre-Eventyr (ط. 2). Kjøbenhavn: Gyldendalske. مؤرشف من الأصل في 2022-04-28.

- Binding، Paul (2014). "4. O. T.". Hans Christian Andersen: European Witness. Yale University Press. ISBN:0300206151. مؤرشف من الأصل في 2020-09-29.

- Braekstad، H. L., tr.، المحرر (1881). Round the Yule Log: Norwegian Folk and Fairy Tales. Peter Christen Asbjørnsen (orig. ed.). مؤرشف من الأصل في 2022-07-24.{{استشهاد بكتاب}}:  صيانة الاستشهاد: أسماء متعددة: قائمة المحررين (link) Nasjonalbiblioteket copy

- Christiansen، Reidar، المحرر (2016) [1964]. Folktales of Norway. ترجمة: Iversen، Pat Shaw. University of Chicago Press. ISBN:022637520X. مؤرشف من الأصل في 2022-03-11.

- Bringsværd، Tor Åge (1970). Phantoms and Fairies: From Norwegian Folklore. Oslo: Tanum. مؤرشف من الأصل في 2020-09-29.

- Brynildsen، John [بالنرويجية]، المحرر (1927). Norsk-engelsk ordbok. Oslo: H. Aschehoug & co. (W. Nygaard).

- Christiansen، Reidar، المحرر (2016) [1964]. Folktales of Norway. ترجمة: Iversen، Pat Shaw. University of Chicago Press. ISBN:022637520X. مؤرشف من الأصل في 2022-03-11.

- Falk، Hjalmar؛ Torp، Alf، المحررون (1906) [1964]. Etymologisk ordbog over det norske og det danske sprog. Krisitiania: H. Aschehoug (W. NyGaard). ج. 2. مؤرشف من الأصل في 2020-09-29.

- Grønvik, Ottar (1997). "Nissen". Mål og Minne (بالنرويجية). 2: 129–148. Archived from the original on 2020-09-29.

- Grønvik, Oddrun (1997). "Ordet nisse o. al i dei nynorske ordsamlingane" [The Word nisse and others in the Nynorsk Word Collection]. Mål og Minne (بالنرويجية). 2: 149–156. Archived from the original on 2020-09-29.

- Kvideland، Reimund؛ Sehmsdorf، Henning K. (1988). "V. The Invisible Folk". Scandinavian Folk Belief and Legend. University of Minnesota Press. ص. 205–274. DOI:10.5749/j.ctttszpg.9.

- Stokker، Kathleen (2000). Keeping Christmas: Yuletide Traditions in Norway and the New Land. St. Paul: Minnesota Historical Society Press. ISBN:0873513894. مؤرشف من الأصل في 2020-09-29.

- Knutsen، Gunnar W.؛ Riisøy، Anne Irene (2007). "Trolls and witches". Arv: Nordic Yearbook of Folklor. ج. 63: 31–70. مؤرشف من الأصل في 2020-09-29.; pdf text via Academia.edu

## قراءة معمقة
- Vår svenska tomte, ايبي مولر (1996), (ردمك 91-27-05573-6)
- فيكتور ريدبيرغ's The Tomten in English
- nisse, Kierkegaard, Concluding Unscientific Postscript (Hong, 1992), p. 40
- The Tomten, by أستريد ليندغرين

## روابط خارجية
- Tomten, poem in Swedish by Viktor Rydberg